# Володар вимірів
«Володар вимірів» — кінофільм режисера Патріса Сова, що вийшов на екрани в 2009 році.

## Зміст
Друг Луїса потрапив у неабияку халепу. Герой вирішує допомогти товаришеві і розуміє, що для цього всі засоби хороші. Використовуючи чарівні предмети, він вирушає у захопливу подорож паралельними світами, де можна застосувати магію, щоб змінити події у нашому сірому і нудному світі, де люди давно вже забули про надприродні сили.

## Ролі
| Актор           | Роль |
| --------------- | ---- |
| Марк Мессьє     | -    |
| Норманд Дано    | -    |
| Фані Маллет     | -    |
| Мод Герін       | -    |
| Габріель Лазюр  | -    |
| Фридерик Жиль   | -    |
| Монік Меркюр    | -    |
| Вассілі Шнайдер | -    |
| Марі Тіфо       | -    |
| Евелін Брошу    | -    |

## Знімальна група
- Режисер — Патріс Сов
- Сценарист — Фридерик Уеллі
- Продюсер — Реймонд Готьє, Андре Монетт, Мюріель Лізі
- Композитор — Норман Корбей